# Tia Hinds
Pour les articles homonymes, voir Hinds.
Pas d'image ? Cliquez ici

a Compétitions nationales et continentales officielles uniquement.

b Matchs officiels uniquement.
Tia Hinds, née le 5 novembre 2002 à Sydney (Australie), est une joueuse internationale australienne de rugby à XV et internationale australienne de rugby à sept. Elle évolue au poste de demi d'ouverture aux Brumbies.

## Biographie

### Jeunesse, formation et internationale à sept
Née le 5 novembre 2002, Tia Hinds pratique plusieurs sports durant son adolescence, dont le football australien où elle est notamment sélectionnée avec l'équipe nationale des moins de 15 ans. Sa mère Janine est une ex-Wallaroo et dès l'âge de six ans Tia Hinds joue au rugby à XV au Maroubra Magic, l'école de rugby du Randwick RFC. 
À 18 ans, elle dispute le tournoi de rugby à sept des Jeux olympiques de Tokyo, où les Australiennes sont battues en quart de finale par les Fidji.
En 2023-2024, elle remporte la grande finale du SVNS face à la France en inscrivant une transformation après la sirène.
Elle est sélectionnée pour ses seconds Jeux olympiques en 2024 : son équipe termine quatrième, battue à la dernière minute par les États-Unis lors du match pour la médaille de bronze.

### Passage à XV
Tia Hinds passe à XV en 2025, avec la Coupe du monde pour objectif. Elle rejoint les Brumbies en Super Rugby, où elle apprend aux côtés de Faitala Moleka. Au mois de mai, à Suva, elle devient internationale face aux Fidji. Elle enchaine avec la Pacific Four Series et fait logiquement partie du groupe sélectionné pour la Coupe du monde,. Dans le cadre de sa conversion au rugby à XV, si elle est fixée à l'ouverture, elle est également préparée à couvrir le poste de demi de mêlée.
En dehors de sa pratique sportive, elle est étudiante en criminologie.

## Palmarès
- Équipe d'Australie de rugby à sept :
  -  Vainqueur du tournoi de rugby à sept des Jeux du Commonwealth en 2022.
  -  Vainqueur de la Coupe du monde en 2022.
  -  Vainqueur de la série mondiale 2023-2024 (Tournoi de Madrid).